# Thure Andersson
Thure Gunnar Andersson ( i riksdagen kallad Andersson i Ronneby), född 1 juni 1908 i Ronneby församling, Blekinge län, död 10 april 2002 i Ronneby, var en svensk metallarbetare och socialdemokratisk politiker.
Andersson var ledamot av andra kammaren från 1948, invald i Blekinge läns valkrets. Han var landshövding i Blekinge län 1961–1973. 
Andersson var ordförande i bland annat socialutredningen, ålderdomsutredningen, luftfartsutredningen, och polisutredningen.
Han var vice ordförande för vin- och spritbolaget i 25 år. Han bland annat var med och bestämde om designen för vodkaflaskan, Absolut vodka.
Han var ordförande för Riksförsäkringsverkets sjukhus, där man sysslade med rehabilitering.
I sin ungdom tillhörde han nykterhetsrörelsen. Han gifte Astrid Andersson och de hade två barn, Inger och Jan.
Thure Andersson är begravd på Saxemara kyrkogård.

### Uppslagsverk
- Andersson, Thure Gunnar i Sveriges statskalender 1972

### Fotnoter
1. 1 2 3 4 5 6 7  Tvåkammar-riksdagen 1867–1970, vol. 3, 1985, s. 44, Svenskt porträttarkiv: sj9PGLAlnmUAAAAAABfQkQ, läst: 2 maj 2020.[källa från Wikidata]
2. 1 2   Sveriges dödbok 1901–2009 Swedish death index 1901–2009 (Version 5.0). Solna: Sveriges Släktforskarförbund. 2010. Libris 11931231
3. ↑  ”Andersson, Ture Gunnar”. SvenskaGravar.se. https://www.svenskagravar.se/gravsatt/9a0e7801-fd56-4e13-aa49-84a75d92b9d3. Läst 27 januari 2024.